# Largusoperla brianjonesi

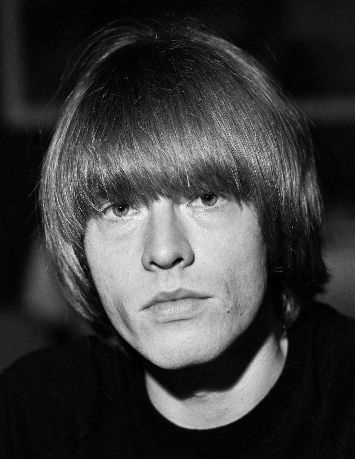
Вид назван в честь рок-музыканта Брайана Джонса

Largusoperla brianjonesi (лат.) — ископаемый вид веснянок из семейства Perlidae. Бирманский янтарь (около 99 млн лет, меловой период): Мьянма.

## Этимология
Видовое название дано в честь Брайана Джонса (Brian Jones), участника рок-группы The Rolling Stones.

## Описание
Мелкие веснянки, длина тела около 10,3 мм, длина переднего крыла 10,8 мм (ширина 3,1 мм). Отличается следующими признаками: задний край субгенитальной пластинки с двумя широко закругленными лопастями, пронотум почти трапециевидный, расширяющийся кпереди.
Вид Largusoperla brianjonesi был впервые описан в 2018 году чешским энтомологом Pavel Sroka (Biology Centre of the Czech Academy of Sciences, Institute of Entomology, Ческе-Будеёвице, Чехия) и немецким палеонтологом Arnold H. Staniczek (Department of Entomology, State Museum of Natural History Stuttgart, Штутгарт, Германия) по материалам из бирманского янтаря. Вместе с Electroneuria ronwoodi, Largusoperla charliewattsi, Largusoperla micktaylori и Largusoperla billwymani они включены в состав подсемейства Acroneuriinae (Perlidae).